# 다비드 카르무
다비드 모타 베이가 테이셰이라 카르무(David Mota Veiga Teixeira Carmo, 1999년 7월 19일 ~ )는 포르투갈 출생 앙골라의 축구 선수로 현재 그리스 수페르리가 엘라다의 올림피아코스 FC에서 센터백이자 임대 선수로 뛰고 있으며 앙골라 대표팀의 일원으로도 활동 중이다.